# Жебелін
Жебелін (порт. Gebelim; МФА: [ʒɨ.bɨ.ˈɫĩ]) — парафія в Португалії, у муніципалітеті Алфандега-да-Фе. Розташована в північно-східній частині країни, на теренах історичної португальської провінції Трансмонтана. Входить до складу округу Браганса. За адміністративним поділом, чинним до 1976 року, терени парафії були складовою провінції Трансмонтана і Верхнє Дору. Належить до Брагансько-Мірандської діоцезії Католицької церкви. Патрон — Мартин Турський. Площа — 17,2544 км². Населення — 190 ос. (2011). Слабо урбанізований регіон. Густота населення — 11,01 осіб/км²
. Код — 040106.

## Населення
| Кількість мешканців | Кількість мешканців | Кількість мешканців | Кількість мешканців | Кількість мешканців | Кількість мешканців | Кількість мешканців | Кількість мешканців | Кількість мешканців | Кількість мешканців | Кількість мешканців | Кількість мешканців | Кількість мешканців | Кількість мешканців | Кількість мешканців |
| ------------------- | ------------------- | ------------------- | ------------------- | ------------------- | ------------------- | ------------------- | ------------------- | ------------------- | ------------------- | ------------------- | ------------------- | ------------------- | ------------------- | ------------------- |
| 1864                | 1878                | 1890                | 1900                | 1911                | 1920                | 1930                | 1940                | 1950                | 1960                | 1970                | 1981                | 1991                | 2001                | 2011                |
| 538                 | 437                 | 454                 | 482                 | 539                 | 537                 | 421                 | 621                 | 588                 | 509                 | 439                 | 355                 | 324                 | 259                 | 190                 |